# Timandra griseata
Timandra griseata is een dagactieve nachtvlinder uit de familie Geometridae. 
De vlinder heeft een spanwijdte van 30-35 mm. De vleugels zijn groen.

## Verspreiding en leefgebied
Er zijn twee soorten, Timandra comae en Timandra griseata, die met het blote oog niet van elkaar te onderscheiden zijn. Timandra griseata komt voor in Noord- en Oost-Europa, terwijl Timandra comae voorkomt in West- en Zuid-Europa. In Nederland komt alleen de soort Timandra comae voor. De soorten zijn pas in 1994 van elkaar gesplitst, en deze splitsing wordt niet door alle deskundigen onderschreven. In Estland is een heel klein aantal hybriden gevonden.

## De rups en zijn waardplanten
De waardplanten behoren tot het geslacht Rumex (zuring).